# Bioactieve stof
Een bioactieve stof is een agens dat een bepaald fysiologisch effect heeft op een organisme, weefsel of cel. In de voedingsleer worden bioactieve stoffen onderscheiden van voedingsstoffen: voedingsstoffen zijn essentieel voor de werking van het lichaam, maar bioactieve stoffen zijn niet noodzakelijk aangezien het lichaam ook zonder deze stoffen kan functioneren, of omdat de voedingsstoffen dezelfde functie vervullen. Bioactieve stoffen hebben een fysiologische uitwerking op het lichaam, veelal een gezondheidsbevorderend effect, maar zijn nooit noodzakelijk om het organisme in leven te houden.

## Vorming

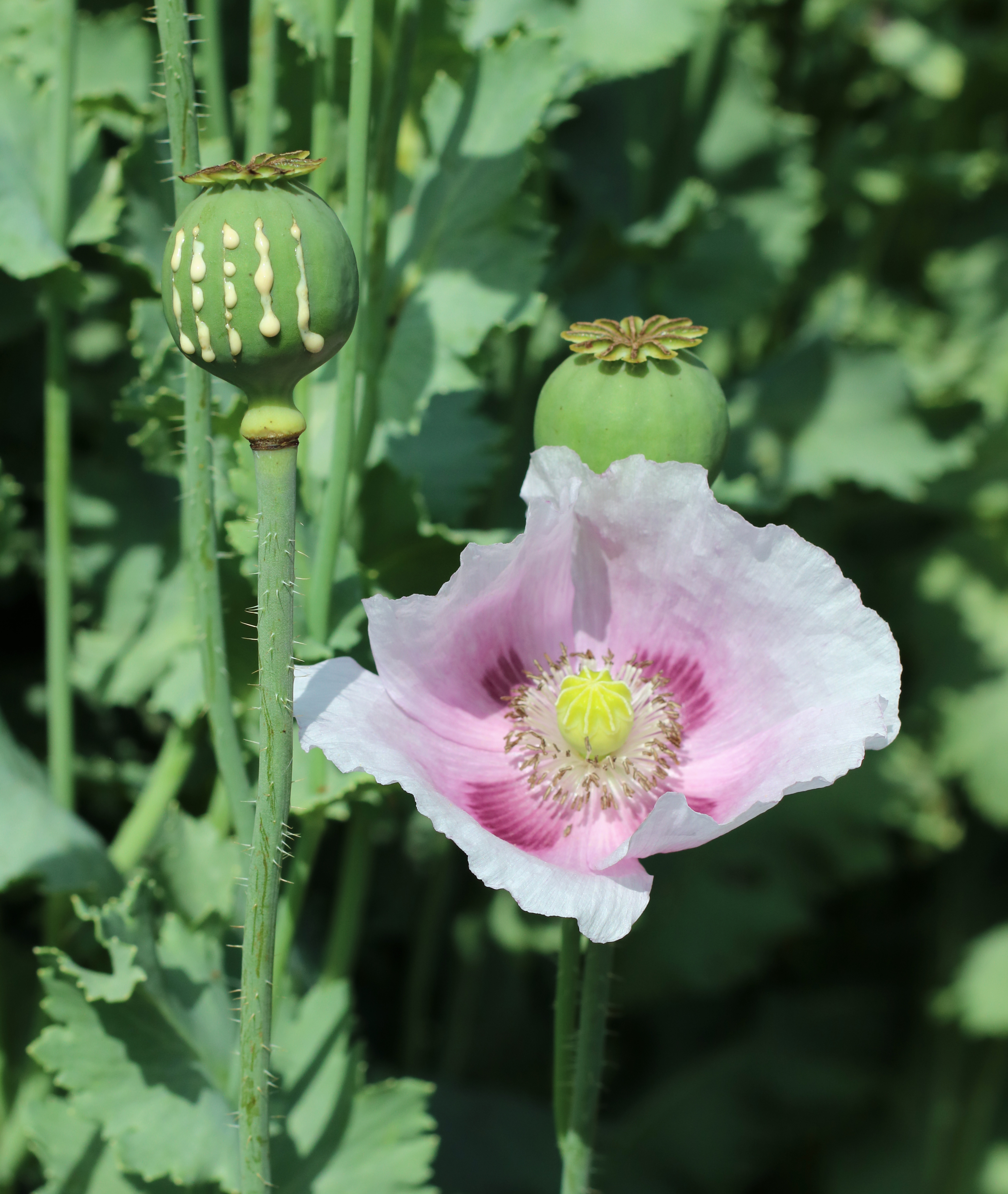
De pijnstiller morfine, een typische bioactieve verbinding, wordt geproduceerd door de bolpapaver (Papaver somniferum)

Bioactieve verbindingen komen voor in zowel plantaardige als dierlijke producten en kunnen ook synthethisch vervaardigd worden. Bioactieve verbindingen worden van nature gemaakt in het zogenaamd secundair metabolisme. Dat is het geheel aan stofwisselingreacties waaruit stoffen worden gevormd die het organisme een (competitief) voordeel bieden, maar niet essentieel zijn voor het basaal overlevingsmechanisme. Bioactieve verbindingen vervullen verschillende functies in de natuur, bijvoorbeeld als pigment, aroma, toxine of hormoon.
Voorbeelden van plantaardige bioactieve stoffen zijn de carotenoïden en polyfenolen (uit groenten en fruit) of de fytosterolen (uit oliën). Andere voorbeelden van bioactieve stoffen zijn flavonoïden, cafeïne, carnitine, choline, co-enzym Q10, creatine, fyto-oestrogenen, glucosinolaten, prebiotica, en taurine.

## Gezondheid
Hoewel verkopers van bioactieve stoffen deze vaak gezondheidsbevorderende werking toeschrijven, is er onvoldoende onderzoek verricht naar de werking en veiligheid van deze stoffen bij langdurig gebruik in hoeveelheden die boven het normale consumptieniveau liggen. Daarnaast is van enkele flavonoïden aangetoond dat ze invloed kunnen hebben op de werking van geneesmiddelen. Wel is van een aantal bioactieve stoffen aangetoond dat ze werken als een antioxidant. Aangezien bioactieve stoffen niet essentieel zijn, wordt er vaak geen behoefteadvies vastgesteld.